# Nilsson Schmilsson
| 전문가 평가                    | 전문가 평가 |
| 평가 점수                      | 평가 점수   |
| 출처                           | 점수        |
| ------------------------------ | ----------- |
| AllMusic                       | [ 1 ]       |
| Blender                        | [ 2 ]       |
| Christgau's Record Guide       | A           |
| The Essential Rock Discography | 8/10        |
| MusicHound                     | 4/5         |
| Pitchfork                      | 9.4/10      |
| Rolling Stone                  | [ 7 ]       |
| The Rolling Stone Album Guide  | [ 8 ]       |
| The Village Voice              | A−          |

《Nilsson Schmilsson》은 1971년 11월 11일, RCA 레코드에 의해 발매된 미국의 싱어송라이터 해리 닐슨의 일곱 번째 스튜디오 음반이다. 그의 가장 잘 알려진 노래 세 곡을 프로듀싱한 닐슨의 가장 상업적으로 성공한 작품이었다. 이 중에는 그룹 배드핑거의 피트 햄과 톰 에번스가 작곡한 1위 히트곡 〈Without You〉가 있었다. 이 음반은 런던에서 녹음되고 리처드 페리가 프로듀싱한 두 개의 닐슨 음반 중 첫 번째 음반이었다.

## 배경
닐슨이 쓴 〈Jump into the Fire〉와 〈Coconut〉도 히트를 쳤다. 이 음반은 1973년 그래미 어워드에서 올해의 음반 부문에 노미네이트되며 좋은 성적을 거뒀고, Without You는 그래미 최우수 남성 팝 보컬 부문에서 수상했습니다. 2006년, 《Nilsson Schmilsson》은 피치포크의 "1970년대 최고의 음반 100위"에서 84위에 올랐다. 이 음반은 《롤링 스톤》의 역사상 가장 위대한 음반 500장 목록의 2020년 개정판에서 281위에 올랐다.

## 곡 목록
모든 곡들은 특별한 언급이 없는 한 해리 닐슨에 의해 작사/작곡하였다.
| #  | 제목                     | 작사·작곡                               | 재생 시간 |
| -- | ------------------------ | --------------------------------------- | --------- |
| 1. | 〈Gotta Get Up〉         |                                         | 2:24      |
| 2. | 〈Driving Along〉        |                                         | 2:02      |
| 3. | 〈Early in the Morning〉 | 레오 히크먼, 루이스 조던, 댈러스 바틀리 | 2:48      |
| 4. | 〈The Moonbeam Song〉    |                                         | 3:18      |
| 5. | 〈Down〉                 |                                         | 3:24      |

| #  | 제목                        | 작사·작곡            | 재생 시간 |
| -- | --------------------------- | -------------------- | --------- |
| 1. | 〈Without You〉             | 피트 햄, 톰 에번스   | 3:17      |
| 2. | 〈Coconut〉                 |                      | 3:48      |
| 3. | 〈Let the Good Times Roll〉 | 셜리 굿먼, 레너드 리 | 2:42      |
| 4. | 〈Jump into the Fire〉      |                      | 6:54      |
| 5. | 〈I'll Never Leave You〉    |                      | 4:11      |

## 인증
| 국가                       | 인증 | 판매량/출하량 |
| -------------------------- | ---- | ------------- |
| 오스트레일리아 (ARIA)      | 골드 | 20,000^       |
| 미국 (RIAA)                | 골드 | 500,000^      |
| ^출하량을 기반으로 한 인증 |      |               |